# Евтим Костурлиев
Евтим Костурлиев е български просветен деец от Македония и революционер, деец на Вътрешната македоно-одринска революционна организация.

## Биография
Роден е около 1877 година в град Струмица, тогава в Османската империя. Завършва до средно образование, след което работи като учител. Присъединява се към ВМОРО. Става нелегален. Към 1902 – 1903 година се присъединява към новообразуваната чета на назначения от Гоце Делчев за струмишки войвода Илия Маказлиев.